# Evangelische Stadtkirche Rauschenberg

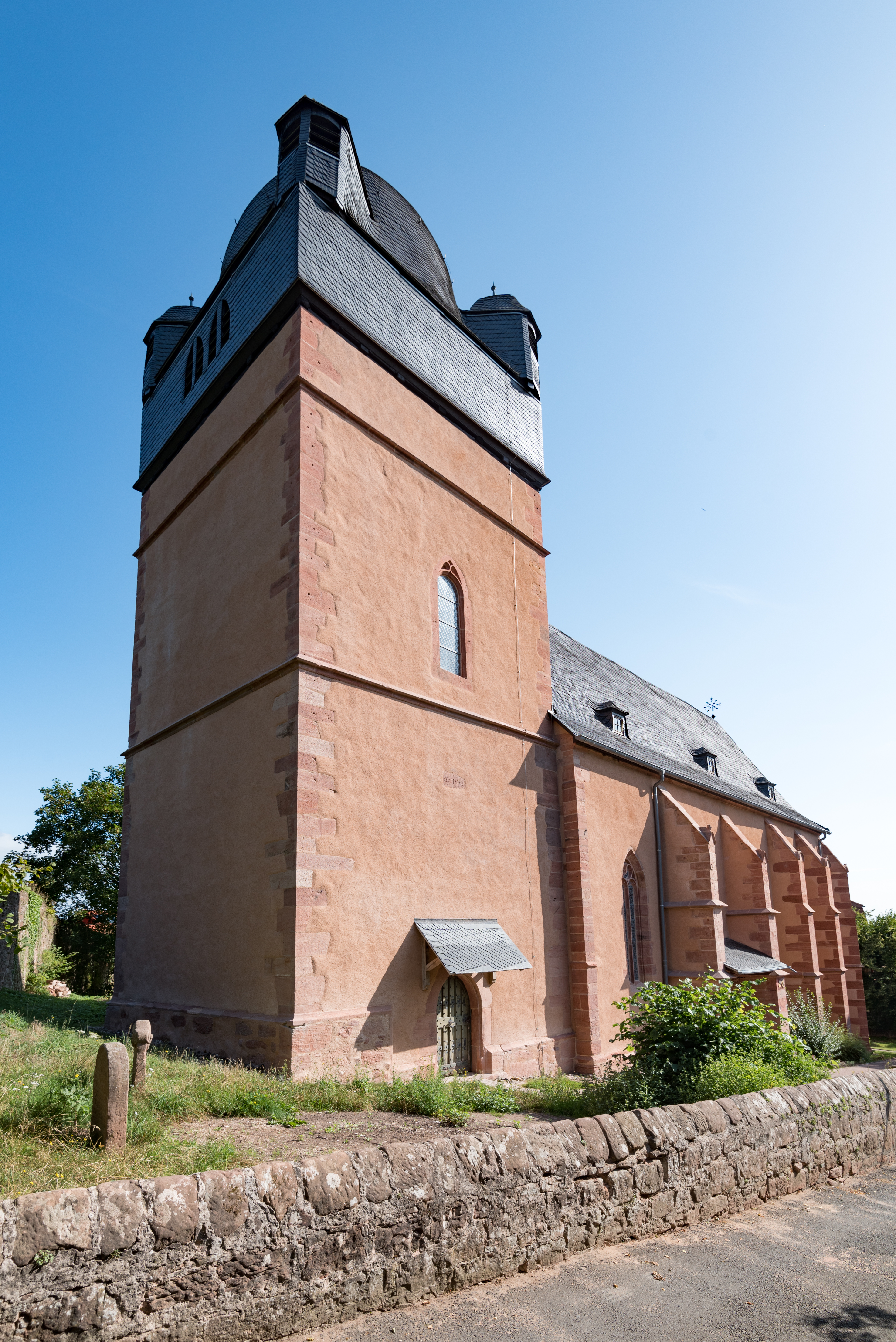
Rauschenberg, Stadtkirche

Die evangelische Stadtkirche Rauschenberg ist ein Kirchengebäude in Rauschenberg im hessischen Landkreis Marburg-Biedenkopf.

## Geschichte

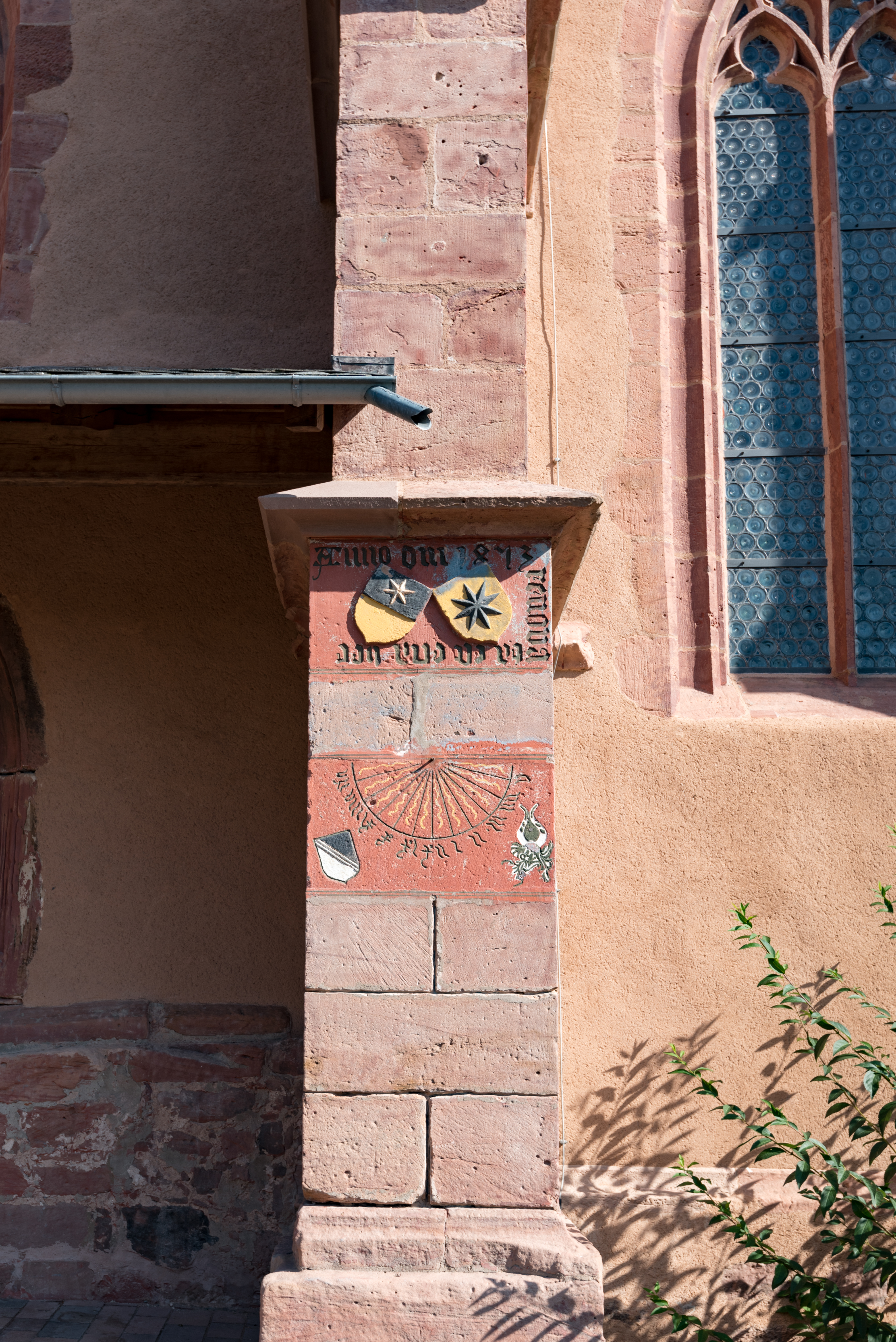
Pfeiler mit Wappensteinen der Gräfin Elisabeth, links Ziegenhain, rechts Waldeck

Die Stadtkirche wurde nach einem Stadtbrand 1266 in gotischem Stil neu errichtet. Sie wurde 1453 von der damaligen Stadtherrin Elisabeth, der Witwe des letzten Grafen von Ziegenhain, durch einen spätgotischen Chor erweitert; Elisabeths Wappensteine, die der Grafschaften Ziegenhain und Waldeck, befinden sich an einem Pfeiler an der Südseite der Kirche. Der Turm, der zugleich auch das benachbarte – heute noch erhaltene – Stadttor schützte, stammt aus dem Jahre 1517 und besitzt eine sogenannte Welsche Haube. Eine Besonderheit ist der spätgotische Flügelaltar aus dem Jahre 1420. Dieser stammt vermutlich aus der Schule des Konrad von Soest und hat große Ähnlichkeit mit dem Altarbild in Bad Wildungen.

## Gemeinde
Die evangelische Stadtkirche ist die Pfarrkirche der Kirchengemeinde Rauschenberg-Ernsthausen im Kirchenkreis Kirchhain, der zum Sprengel Marburg innerhalb der Evangelischen Kirche von Kurhessen-Waldeck gehört.